# Třída Adamya
Třída Adamya je třída rychlých hlídkových lodí indické pobřežní stráže. Celkem byla objednána stavba osm jednotek této třídy. Mezi jejich úkoly bude patřil hlídkování ve výlučné ekonomické zóně země, protipašerácké a protiteroristické operace, ochrana rybolovu, nebo mise SAR.

## Stavba
V březnu 2022 byla objednána stavba osmi jednotek této třídy. Zajišťuje ji indická státní loděnice Goa Shipyard Limited ve Vasco da Gama ve státě Goa. První dvě jednotky Adamya a Akshar byly na vodu spuštěny v říjnu 2024. Třetí a čtvrtá jednotka Amulya a Akshay byly spuštěny 5. ledna 2025.
Jednotky třídy Adamya:
| Jméno             | Spuštěna          | Vstup do služby | Status    |
| ----------------- | ----------------- | --------------- | --------- |
| ICGS Adamya (256) | 28. října 2024    | 26. června 2025 | aktivní   |
| ICGS Akshar (257) | 28. října 2024    |                 | ve stavbě |
| ICGS Amulya (258) | 5. ledna 2025     |                 | ve stavbě |
| ICGS Akshay (259) | 5. ledna 2025     |                 | ve stavbě |
| ICGS Achal (260)  | 16. června 2025   |                 | ve stavbě |
| ICGS Atal (261)   | 29. července 2025 |                 | ve stavbě |
| (262)             |                   |                 | ve stavbě |
| (263)             |                   |                 | ve stavbě |

## Konstrukce
Výzbroj tvoří 30mm kanón CRN-91 a 12,7mm kulomety. Pohonný systém tvoří dva diesely pohánějící dva lodní šrouby se stavitelnými lopatkami. Nejvyšší rychlost dosahuje 27 uzlů. Dosah je 1500 námořních mil při rychlosti třináct uzlů.